# داگمار برمر
داگمار برمر (آلمانی: Dagmar Bremer؛ زادهٔ ۱۳ سپتامبر ۱۹۶۳) بازیکن هاکی روی چمن اهل آلمان است.